# Fortune Global 500
Fortune Global 500, також відомий як Global 500 — рейтинг 500 найбільших корпорацій у всьому світі за розміром доходу, що складається та публікується щорічно журналом Fortune.

## FortuneGlobal 500 list of 2023
Нижче наведено список 10 провідних компаній 2023 року.
| Місце | Компанія                             | Країна            | Галузь                          | Прибуток у USD |
| ----- | ------------------------------------ | ----------------- | ------------------------------- | -------------- |
| 1     | Walmart                              | США               | Retail                          | $611.3 billion |
| 2     | Saudi Aramco                         | Саудівська Аравія | Energy                          | $603.7 billion |
| 3     | State Grid                           | КНР               | Energy                          | $530.0 billion |
| 4     | Amazon                               | США               | Internet services and retailing | $514.0 billion |
| 5     | China National Petroleum Corporation | КНР               | Petroleum                       | $483.1 billion |
| 6     | China Petrochemical Corporation      | КНР               | Petroleum                       | $471.2 billion |
| 7     | ExxonMobil                           | США               | Petroleum                       | $413.7 billion |
| 8     | Apple                                | США               | Technology                      | $394.3 billion |
| 9     | Royal Dutch Shell                    | Велика Британія   | Petroleum                       | $386.2 billion |
| 10    | UnitedHealth Group                   | США               | Health care                     | $324.2 billion |

## Список Fortune Global 500 2017 року
Нижче наведено список 10 провідних компаній 2017 року.
| Місце | Компанія                             | Країна              | Галузь      | Прибуток у USD |
| ----- | ------------------------------------ | ------------------- | ----------- | -------------- |
| 1     | Walmart                              | США                 | Retail      | $466 млрд      |
| 2     | State Grid                           | КНР                 | Power       | $315 млрд      |
| 3     | Sinopec                              | КНР                 | Petroleum   | $268 млрд      |
| 4     | China National Petroleum Corporation | КНР                 | Petroleum   | $263 млрд      |
| 5     | Toyota Motor                         | Японія              | Automobiles | $255 млрд      |
| 6     | Volkswagen                           | Німеччина           | Automobiles | $240 млрд      |
| 7     | Royal Dutch Shell                    | (Велика Британія) † | Petroleum   | $240 млрд      |
| 8     | Berkshire Hathaway                   | США                 | Products    | $224 млрд      |
| 9     | Apple                                | США                 | Technology  | $216 млрд      |
| 10    | Exxon Mobil                          | США                 | Petroleum   | $205 млрд      |

† Fortune раніше визначав Shell як британську / нідерландську компанію, але, починаючи з 2016 вона зазначена як нідерландська.